# Amit Paul
Amit Sebastian Paul (ur. 29 października 1983 w Piteå) – szwedzki biznesmen i piosenkarz. W latach 1998–2004 był członkiem szwedzkiego zespołu popowego A*Teens.

## Życiorys

### Wczesne lata
Urodził się w Piteå. Jego ojciec, Jaya Paul, był bengalskim Hindusem i przybył do Szwecji w 1973, podczas gdy jego matka, Dipak, pochodziła z Värmland. Dorastał wraz ze starszą siostrą Meenakshi w Boden. Jako dziecko i nastolatek należał do zespołu tanecznego. Uczęszczał do szkoły muzycznej im. Adolfa Fryderyka i należał do chóru. 

### Kariera
W wieku piętnastu lat rozpoczął karierę muzyczną z grupą pop A*Teens. Pierwszy singel „Mamma Mia” pilotował debiutancki album A*Teens wydany 30 sierpnia 1999 z coverami legendarnej grupy ABBA. 30 sierpnia 1999 ukazał się album z coverami legendarnej grupy ABBA The Abba Generation, do 2000 sprzedał się w 4 milionach egzemplarzy i stał się jedną z odnoszących międzynarodowe sukcesy szwedzkich grup. W 2001 ukazała się ich druga płyta Teen Spirit, która cieszyła się ogromną popularnością na całym świecie i już pod koniec tego samego roku sprzedał się w nakładzie ponad trzech milionów egzemplarzy. W 2002 na rynku płytowym pojawił się trzeci album Pop 'Til You Drop, który zdobył uznanie nie tylko w Europie, ale także w krajach Ameryki Łacińskiej i w Stanach Zjednoczonych. 5 maja 2004 zespół A*Teens wydał ostatnią swoją płytę Greatest Hits i zawiesił działalność. 
W kwietniu 2008 wydał swój pierwszy solowy album Songs in a Key of Mine, który zawiera 12 piosenek. Następnie ukazał się pierwszy singiel „Judge You”.
Pracował w sprzedaży odzieży. W 2009 ukończył studia magisterskie w Wyższej Szkole Handlowej w Sztokholmie, odbył staż w firmie konsultingowej Bain & Company. W 2010 dołączył do swojej rodzinnej firmy Paxymer AB, która specjalizuje się w środkach zmniejszających palność i rozwoju produktów z zakresu chemii polimerów. Następnie otrzymał funkcję dyrektora zarządzającego.

## Życie prywatne
W 2012 zawarł związek małżeński z Unnur Ýrr Helgadóttir, islandzką graficzkę. 31 grudnia 2015 urodziło się ich pierwsze dziecko. Para ma dwie córki, Lóa i Jari. 

## Dyskografia

### Albumy zA*Teens
- 1999: The Abba Generation
- 2001: Teen Spirit
- 2002: Pop 'Til You Drop!
- 2003: New Arrival
- 2004: Greatest Hits

#### Albumy solowe
- 2008: Songs In A Key of Mine